# هيرمان دي فريس
هيرمان دي فريس (بالهولندية: Herman de Vries)‏ (و. 1931  م) هو رسام، ونحات، ومصور هولندي، ولد في ألكمار.

## جوائز
حصل على جوائز منها:

Oeuvre Awards BKVB ‏ (1998)